# Cristina do Rego
Cristina do Rego (Anchieta, Espírito Santo; 26 de abril de 1986) es una actriz germano-brasileña.

## Vida y carrera

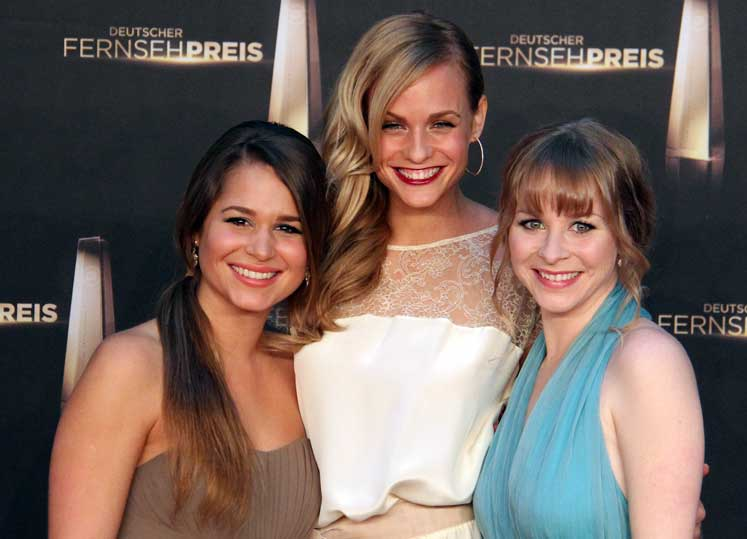
Cristina do Rego (izquierda), junto con Mirjam Weichselbraun y Jasmin Schwiers en el año 2012.

Cristina do Rego es la hija mayor de una enfermera alemana y un actor brasileño. Antes de que la familia se trasladara a Alemania en el año 1993 Cristina ya había adquirido experiencia al lado de su padre. Su carrera artística en Alemania empezó con el espectáculo Mini Playback Show, y luego actuó con bandas de danza, Hip Hop y Jazz, hasta que en el año 2000 la agencia Schwarz, radicada en Colonia, se fijó en ella. Actuó en Besser als Schule, Stromberg, Die Sitte y Rick und Olli, e interpretó el papel de Kim en la serie Pastewka.
En el año 2008 interpretó el papel de Lisa en la película La ola. En el verano de 2008 interpretó a Katharina Kuhn en la serie Türkisch für Anfänger, y desde el año 2009 hasta el año 2011 asumió el papel de Ingeborg en la serie Diario de una doctora.

## Filmografía
- 2004: Stromberg (serie de televisión)
- desde 2005: Pastewka (comedia de situación)
- 2006: Die Sitte (serie de televisión)
- 2007: Kinder, Kinder (serie de comedia)
- 2008: La ola
- 2008: Türkisch für Anfänger (serie de televisión)
- 2009–2011: Diario de una doctora (comedia dramática)
- 2009: Die ProSieben Märchenstunde
- 2009: Ein Schnitzel für drei
- 2010: Somos la noche
- 2011: SOKO Wismar (serie de televisión)
- 2011: Heiter bis tödlich: Henker & Richter
- 2012: Katie Fforde: Ein Teil von dir
- 2013: Ein Schnitzel für alle
- 2014: Tape 13
- 2015: Unter Gaunern (serie de televisión)